# پیر براین
پیر براین (به فرانسوی: Pierre Braine) بازیکن فوتبال اهل بلژیک و عضو تیم ملی فوتبال بلژیک است که در تاریخ ۱۵ ژانویه ۱۹۲۲ میلادی اولین بازی ملی‌اش را مقابل تیم ملی فوتبال فرانسه انجام داد. او در ۴۴ بازی ملی حضور داشت و جمعاً ۳۸۵۸ دقیقه برای تیم ملی فوتبال بلژیک به میدان رفت. پیر براین آخرین بازی ملی خود را در تاریخ ۲۷ دسامبر ۱۹۳۰ میلادی در برابر تیم ملی فوتبال فرانسه انجام داد. وی در بازی‌های ملی‌اش ۴ گل به ثمر رساند.